# جنسیس کارمونا
جنسیس کارمونا (زاده ۲۰ سپتامبر ۱۹۹۱ در کارابوبو، ونزوئلا - ۱۹ فوریه ۲۰۱۴  والنسیا، ونزوئلا) مدل لباس و ملکه زیبایی اهل کشور ونزوئلا است.
وی در جریان اعتراضات سال ۲۰۱۴ در ونزوئلا کشته شد.

## سال‌های اول زندگی
خانم کارمونا در ۲۰ سپتامبر ۱۹۹۱ در کارابوبو، ونزوئلا به دنیا آمد. خانم کارمونا در رشته مطالعات اجتماعی در دانشگاه Universidad Tecnológica del Centro تحصیل کرده است. 

## خانواده
در دسامبر ۲۰۱۴ مادر و خواهر کارمونا به امریکا پناهنده شدند.